# Bernhard Zuch
Bernhard Zuch (* 20. November 1954) war Fußballspieler in der DDR-Oberliga. In der höchsten Spielklasse des DDR-Fußball-Verbandes spielte er für den F.C. Hansa Rostock. Zuch ist mehrfacher Junioren- und Nachwuchs-Nationalspieler der DDR.

## Sportlicher Werdegang
Zuch spielte von 1970 bis 1972 in der Juniorenmannschaft des Oberligisten F.C. Hansa Rostock. Im Jahre 1971 bestritt er elf Länderspiele mit der DDR-Juniorenmannschaft, in denen er, auf unterschiedlichen Angriffspositionen eingesetzt, zwei Tore erzielte. In der Saison 1972/73 bestritt Zuch beim F.C. Hansa seine ersten Spiele im Männerbereich. In der in der zweitklassigen DDR-Liga spielenden 2. Mannschaft wurde er in fünf Punktspielen eingesetzt, dabei stand er als Stürmer zweimal in der Anfangself. Am 22. August 1973 gab er seinen Einstand in der 1. Mannschaft. In der Begegnung des 2. Oberligaspieltages F.C. Hansa – BFC Dynamo (5:0) wurde er in der 80. Minute eingewechselt und schoss fünf Minuten später mit dem fünften Hansa-Treffer sein einziges Oberligator. Bis zum Ende der Saison 1973/74 bestritt Zuch insgesamt 14 Oberligaspiele, in denen er viermal auf jeweils unterschiedlichen Positionen vom Angriff bis zur Abwehr in der Anfangself stand. Im September 1973 hatte er außerdem als Einwechselspieler zwei Länderspiele mit der DDR-Nachwuchs-Nationalmannschaft bestritten.
Für die Spielzeit 1974/75 wurde Zuch zwar für die Oberligamannschaft des F.C. Hansa gemeldet, kam dort aber nicht mehr zum Einsatz. Stattdessen spielte er wieder mit Hansa II in der DDR-Liga und wurde in den 22 Punktspielen elfmal im Angriff aufgeboten. Sowohl 1973 als 1975 war Zuch Anlass für Punktabzüge, als er bei Hansa II ohne Spielberechtigung mitwirkte. Nachdem die 1. Hansamannschaft nach der Saison 1974/75 aus der Oberliga abgestiegen war, wurde Zuch nach 14 Oberligaspielen und einem Pokalspiel (jeweils ein Tor) für die 1. Mannschaft und 25 Punktspielen (drei Tore) in der 2. Mannschaft beim F.C. Hansa ausdelegiert.
Zuch schloss sich zur Saison 1975/76 dem DDR-Ligisten TSG Bau Rostock an, wurde aber schon im November 1975 zum Wehrdienst eingezogen. Er wurde zur Armeesportgemeinschaft Vorwärts Neubrandenburg abkommandiert, die ebenfalls in der DDR-Liga spielte. Dort blieb er über die üblichen eineinhalb Jahre bei der Armeesportgemeinschaft, erst im Laufe der Saison 1980/81 wurde er aus der Armee und gleichzeitig bei Vorwärts Neubrandenburg entlassen.
In den folgenden Jahren war Zuch nicht im höherklassigen Fußball vertreten. Erst nach der Wende von 1989 spielte er mit dem Greifswalder SC in der Oberliga Nordost und begann dort auch seine Trainerlaufbahn. Diese führte ihn später nach Berlin, wo er den FC Nordost und den BSC Reinickendorf 21 trainierte. Seit 2003 trainiert er die 1. Männermannschaft des Bezirksligisten SG Stern Kaulsdorf.